# قائمة أعلام الأرجنتين
هذه قائمة بالأعلام المستخدمة في الأرجنتين أو المتعلقة بها.

## أعلام وطنية
| علم | تاريخ  | استخدام                                                                  | وصف |
| --- | ------ | ------------------------------------------------------------------------ | --- |
|     | 1818 - | علم الأرجنتين                                                            | علم ثلاثي، يتكون من ثلاث شرائط أفقية متساوية المساحة بلوني الأزرق الفاتح (أعلى وأسفل) والأبيض (منتصف) بوجود شمس مايو الصفراء في المنتصف. |
|     | 1812 - | العلم الوطني (1812-1818) العلم المدني والراية (1812-) علم الزينة (1818-) | علم الأرجنتين بدون شمس مايو. |
|     | 1818 - | علم الأرجنتين (عمودي)                                                    | علم ثلاثي عمودي، يتكون من ثلاث شرائط رأسية متساوية المساحة بلوني الأزرق الفاتح (يمين ويسار) والأبيض (منتصف).                             |

## رايات رئاسية
| علم | تاريخ | استخدام               | وصف                                                                                                 |
| --- | ----- | --------------------- | --------------------------------------------------------------------------------------------------- |
|     | -     | راية رئاسية على الأرض | علم أزرق فاتح عادي (بنسبة 1:1) بوجود شعار الأرجنتين في المنتصف وأربعة نجوم بيضاء في الزوايا الأربع. |
|     | -     | راية رئاسية عائمة     | علم أزرق فاتح عادي (بنسبة 2:3) بوجود شعار الأرجنتين في المنتصف وأربعة نجوم بيضاء في الزوايا الأربع. |

## عسكرية
| علم | تاريخ  | استخدام                 | وصف                                                    |
| --- | ------ | ----------------------- | ------------------------------------------------------ |
|     |        | علم الجيش               | علم الجيش، صممه مانويل بلغرانو، ويُعتقَد أنه بهذا الشكل. |
|     |        | علم البحرية الأرجنتينية | مربع أبيض بوجود شمس مايو على حقل أزرق فاتح.            |
|     | 1818-؟ | العلم البحري للأرجنتين  | العلم الوطني بثمانية نجوم تطوق شمس مايو.               |

## التقسيمات الإدارية من المستوى الأول
| علم | التقسيم الإداري              | التقسيم الإداري            | تاريخ | وصف |
| --- | ---------------------------- | -------------------------- | ----- | --- |
|     | بوينس آيرس !                 | مدينة بوينس آيرس           | 1995  | منتصف علم بوينس آيرس به شعار نبالة صممه الإسباني خوان دي غاراي في 20 أكتوبر 1580.                                                                                     |
|     | محافظة بوينس آيرس !          | محافظة بوينس آيرس          | 1997  | |
|     | محافظة كاتاماركا !           | محافظة كاتاماركا           | 2011  | |
|     | محافظة تشاكو !               | محافظة تشاكو               | 2007  | تصميم سابق من 1995 رسمه مصمم رسومي لم يُعتمَد أبدًا لأنه كان يعد لوحة لا رمزًا.                                                                                           |
|     | محافظة تشوبوت !              | محافظة تشوبوت              | 2004  | |
|     | محافظة قرطبة !               | محافظة قرطبة               | 2010  | علم ثلاثي الألوان وهي الأحمر والأبيض والأزرق بوجود شمس مايو في منتصف الشريطة البيضاء.                                                                                 |
|     | محافظة كوريينتس !            | محافظة كوريينتس            | 1986  | يتتبع العلم تراثه إلى تصميم أبسط رسمه مؤتمر تأسيسي في 24 ديسمبر 1821.                                                                                                 |
|     | محافظة إنتري ريوس !          | محافظة إنتري ريوس          | 1987  | رُفع للمرة الأولى في 1 مارس 1815. |
|     | محافظة فورموزا !             | محافظة فورموزا             | 1991  | |
|     | محافظة خوخوي !               | محافظة خوخوي               | 1994  | يتميز بأن تصميمه نفس تصميم "العلم الوطني لحريتنا المدنية" (بالإسبانية: Bandera Nacional de Nuestra Libertad Civil)، وهو علم استخدمه القائد الأرجنتيني مانويل بلغرانو. |
|     | محافظة لا بامبا !            | محافظة لا بامبا            | 1993  | |
|     | محافظة لا ريوخا !            | محافظة لا ريوخا            | 1986  | |
|     | محافظة مندوزا !              | محافظة مندوزا              | 1992  | معروف باسم علم الأنديز، استخدمه الأرجنتيني الوطني خوسيه دي سان مارتين أثناء حملاته العسكرية في تشيلي وبيرو.                                                           |
|     | محافظة ميسيونس !             | محافظة ميسيونس             | 1992  | |
|     | محافظة نيوكوين !             | محافظة نيوكوين             | 1989  | |
|     | محافظة ريو نيغرو !           | محافظة ريو نيغرو           | 2009  | |
|     | محافظة سالتا !               | محافظة سالتا               | 1997  | علم سالتا |
|     | محافظة سان خوان !            | محافظة سان خوان            | 1997  | |
|     | محافظة سان لويس !            | محافظة سان لويس            | 1988  | |
|     | محافظة سانتا كروز !          | محافظة سانتا كروز          | 2000  | |
|     | محافظة سانتا في !            | محافظة سانتا في            | 1986  | يُستخدم بصفة غير رسمية منذ 3 أغسطس 1822، وعلم ثلاثي الألوان رأسي يتكون من اللون الأحمر والأبيض والأزرق بوجود شعار المحافظة في المنتصف.                                 |
|     | محافظة سانتياغو ديل استيرو ! | محافظة سانتياغو ديل استيرو | 1985  | |
|     | محافظة تييرا ديل فويغو !     | محافظة تييرا ديل فويغو     | 1999  | علم قُطْري ثنائي اللون من الأزرق السماوي والبرتقالي بوجود قطرس في المنتصف و‌صليب الجنوب في الفضاء الأزرق.                                                                |
|     | محافظة توكومان !             | محافظة توكومان             | 2010  | |